# 작크를 채워라
"작크를 채워라"(Zip up)는 한국에서 제작된 박노식 감독의 1972년 액션 영화이다. 강신성일 등이 주연으로 출연하였고 곽정환 등이 제작에 참여하였다.

## 출연

### 주연
- 강신성일
- 박노식
- 우연정
- 진도희

### 조연
- 허장강
- 김희라
- 독고성